# ساشا كليمنتس
ساشا نيكول كليمنتس (بالإنجليزية: Sasha Nicole Clements)‏ (ولدت في 14 مارس 1990)، في أونتاريو، تورونتو، كندا، هي ممثلة كندية. والتي قامت في أعمال كثيرة ومنها: ملكة الثلج، كيفية بناء أفضل ولد. وقامت بدور كيكي كينكيد، في المسلسل التلفزيوني الكندي، قوانين الأغلبية!.

## نشأتها والتعليم
ولدت ساشا كليمنتس بأونتاريو، تورونتو، كندا في 14 مارس 1990. وانتقلت بعد ذلك إلى الولايات المتحدة في لوس أنجلوس. وحاليا طالبة بجامعة جنوب كاليفورنيا.

## اهتماماتها الخاصة
في عام 2013، بدأت ساشا كليمنتس في مواعدة الممثل والمغني العالمي كوربن بلو  أثناء زيارتهما حلبة سباق الخيل «كأس المربين» في كندا. في 23 يوليو عام 2016 تزوجت ساشا كليمنتس من الممثل كوربن بلو يوم السبت في سانتا باربارا-كاليفورنيا.

## فيلموغرافيه
| السنة | العمل               | الدور          |
| ----- | ------------------- | -------------- |
| 2005  | ملكة الثلج          | فتاة السارق    |
| 2009  | قوانين الأغلبية!    | كيكي كينكيد    |
| 2011  | روكي بلو            | الفتاة البسيطة |
| 2011  | حقا عني             | رامونا         |
| 2012  | الفتاة المفقودة     | سارا           |
| 2012  | الحياة مع الأولاد   | ايما           |
| 2013  | مودبيت              | نيكي           |
| 2014  | كيفية بناء أفضل ولد | مارين          |